# Saulės-Gymnasium Kaunas

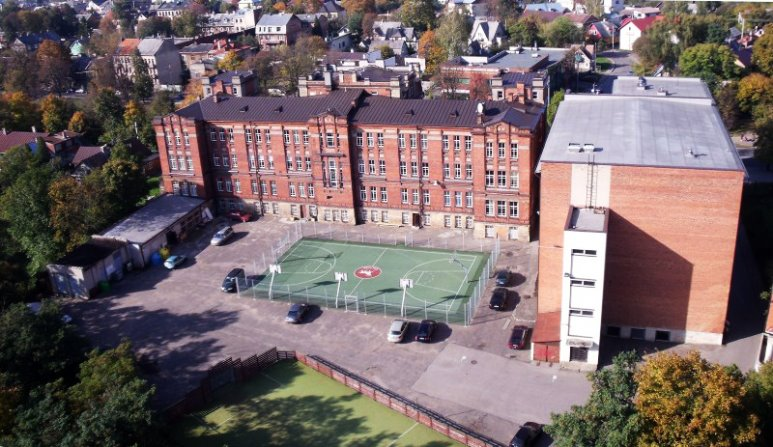
Saulės-Gymnasium Kaunas

Das Saulės-Gymnasium Kaunas (Saulė dt. 'Sonne'; lit. Kauno „Saulės“ gimnazija) ist eine allgemeinbildende Schule in der zweitgrößten litauischen Stadt Kaunas. Es führt nach 12 Klassen zur Abiturprüfung, mit der die Hochschulreife erreicht wird. Die Fakultät Kaunas der Universität Vilnius ist Kooperationspartner der Schule.

## Geschichte
Seit 1906 organisierte der im selben Jahr gegründete „Saulės“-Bildungsverein heimlich Lehrerkurse, die 1907 im damaligen zaristischen Russland legalisiert wurden. Der Leiter war Juozas Vokietaitis.
Von 1912 bis 1913 baute man den „Saulės“-Palast Kaunas. Die Lehrerkurse wurden dort zum Lehrerseminar. Ab 1919 gab es im Palast auch die erste Musikschule Kaunas, geleitet vom Komponisten Juozas Naujalis.
1923 gründete man das erste litauische Mädchen-Progymnasium mit 27 Schülerinnen. 1926 wurde es zum „Saulės“-Mädchengymnasium.
1930 wurde das Gymnasium vom „Saulės“-Bildungsverein übernommen. Es gehörte der katholischen Kazimieras-Nonnen-Kongregation. Im Schuljahr 1937/1938 gab es 500 Schülerinnen.
1940 wurde die Schule zum achten Gymnasium Kaunas, 1950 zur achten Mittelschule Kaunas, 1963 zur Juozas-Aleksonis-Schule. Ab 1989 war sie „Saulės“-Mittelschule. Seit 1993 ist es wieder ein Gymnasium. Aus der Schule entstand die Žaliakalnis-Grundschule Kaunas.
2010 bekamen 7 Abiturienten 100 Punkte (bestes Ergebnis) bei den staatlichen Abitur-Prüfungen.
2012 wurde Teehalter-Hersteller „Tyfrendai“ als bestes Schülerunternehmen von der Non-Profit-Wirtschaftbildungsorganisation Junior Achievement ausgezeichnet.
2013 wurde die Gymnasistin Gerda Gerulskytė zur Vize-„Mis Kaunas 2013“. 2014 wurde die Geografie- und Wirtschaftslehrerin Laima Girdauskienė als Jahreslehrerin der Stadt Kaunas vom Bürgermeister Andrius Kupčinskas ausgezeichnet.

## Lehrer
- Pranas Dovydaitis
- Juozas Karosas

## Schüler
| - Ona Juodytė (1911–1994), Schauspielerin - Povilas Aksomaitis (1938–2004), Politiker, Seimas-Mitglied - Antanas Buračas (* 1939), Ökonom und Professor - Algirdas Saudargas (* 1948), Minister - Gediminas Šerkšnys (* 1948), Vizeminister - Egidijus Klumbys (* 1952), Politiker, Seimas-Mitglied - Arvydas Garbaravičius (* 1953), Bürgermeister von Kaunas - Ramūnas Garbaravičius (* 1956), Seimas-Mitglied - Dainius Pavalkis (* 1960), Professor und Minister - Gintautas Umaras (* 1963), Rad-Olympiasieger | - Šarūnas Marčiulionis (* 1964), Basketballspieler - Vilma Martinkaitienė (* 1966), Seimas-Mitglied - Antanas Guoga (* 1973), Unternehmer, Politiker - Edmundas Jakilaitis (* 1977), TV-Journalist - Tadas Langaitis (* 1977), Politiker, Seimas-Mitglied - Rytis Kėvelaitis (* 1990), Politiker, Energie-Vizeminister - Arnoldas Pikžirnis (* 1991), Politiker, Vizeminister für Energie - Marius Matijošaitis (* 1992), Politiker, Seimas-Mitglied - Saulė Bliuvaitė (* 1994), Filmregisseurin und Drehbuchautorin |